# Špirudova oskeruše
Špirudova oskeruše je památný strom, který se nachází na louce asi 500 m jihovýchodně od obce Tvarožná Lhota.

## Památné a významné stromy vokolí
- Adamcova oskeruše (3,3 km z.)
- Dub v Jiříkovci (2,6 km jv.)
- Karlova oskeruše (3,5 km zjz.)
- Kněždubské lípy (2,8 km sv.)
- Nejedlíkova oskeruše (3,1 km v.)
- Obecní dřín (0,7 km jjv.)
- Oskeruše u Strážnice (~4,6 km zjz.)
- Tomečkova oskoruša (0,1 km ssz.)